# Митчелл, Том (регбист, 1989)
Том Ми́тчелл (англ. Tom Mitchell, род. 22 июля 1989, Какфилд, Западный Суссекс) — английский регбист, выступающий в защите, известный игрок и капитан сборной Англии по регби-7.
В составе сборной Англии по регби-7 дебютировал на этапе Мировой серии в Веллингтоне в 2012 году. Участник Чемпионата мира по регби-7 2013 в Москве в составе сборной Англии.
Серебряный призёр Олимпийских Игр 2016 в Рио-де-Жанейро в составе сборной Великобритании. На играх был капитаном сборной.